# Telepinus
Telepinus va ser un rei hitita que va governar uns 25 anys, segurament des del 1525 aC al 1500 aC. El seu nom era hatti i portava el títol de Labarnas.

## Biografia
Era cunyat d'Huzziyas I, al que va deposar i desterrar i es va proclamar rei quan es va assabentar que Huzziyas volia matar-lo a ell i a la seva esposa Istapariyas, la filla legítima d'un rei anterior, Ammunas, per evitar que pugés al tron.
Quan aquest rei va arribar al poder va trobar-se amb un territori molt reduït, que ocupava només l'Anatòlia central. S'havia perdut Adaniya i Arzawa s'havia separat. Telepinus va dirigir els seus esforços a conservar els territoris de la part superior de l'Eufrates. Va atacar i destruir la ciutat d'Hassuwa (Haššuwa). Va mantenir diverses batalles, de les que no se'n coneix el resultat, vora d'aquesta ciutat. Va fer front a una revolta d'un tal Lahha, probablement governador del territori, que pretenia independitzar Lawazantiya i convertir-se en rei del nou estat. Relacionada amb aquesta sublevació es va produir una conspiració de nobles que volien restaurar Huzziyas I. Els conspiradors, juntament amb cinc germans d'Huzziyas, van ser portats davant del tribunal anomenat pankus, establert pel mateix rei, però la seva decisió (probablement la condemna a mort) la va revocar Telepinus que els va privar del seu rang i del seu poder, i els va desterrar convertits en pagesos. Durant el seu regnat els germans d'Huzziyas van ser assassinats pel cortesà Tanuwa, membre d'un grup d'alts dignataris, que suposadament va actuar sense coneixement del rei. Tanuwa com Tahurwailis i Taruhsu (assassins d'altres dos germans d'Huzziyas) van continuar a la cort.
A la zona havia aparegut una nova potència, Kizzuwatna, que tenia per capital Kummani. Telepinus va defugir un atac directe amb aquest país, sobretot en un moment en què estava resolent conflictes dins del seu propi palau que van dur a la mort a la seva esposa Istapariyas i al seu fill Ammunas. Amb Kizzuwatna el rei hitita va signar un tractat, el primer tractat que es coneix establert pels hitites amb una altra potència, sense recórrer a les armes. Va pactar amb Isputahsu (Išputahšu), rei de Kizzuwatna, una frontera segura, fugint de les polítiques expansionistes dels seus antecessors. Aquest tractat es conserva en llengua hitita i accàdia. En un altre document conservat s'anomena Isputahsu "Gran Rei", un títol que només havien utilitzat els reis d'Hatti, cosa que indicava un notable descens del poder hitita.
Se sap també que Telepinus va combatre amb els kashkes en diverses ocasions. No es coneix l'extensió del territori que va arribar a controlar Telepinus, però s'ha conservat de forma fragmentària una llista de magatzems del rei anomenats "Cases del segell", on es guardaven entre altres coses, càrregues de blat per proveir els exèrcits. Es mencionen unes seixanta ciutats. La majoria de noms no s'han identificat, però es coneix la ciutat de Samuha, un important centre religiós, Marista, en territori dels kashkes, al nord-est d'Hattusa, Hurma, Sukziya i Buruixkhanda, vora del Llac de la Sal. No hi ha noms de ciutats de Cilícia, ni de Tíana ni de Niğde, i se suposa que aquests territoris formaven part del regne d'Arzawa. Telepinus havia recuperat territoris al voltant del riu Halis, la part inferior del país fins al Mediterrani, zones dels kashkes al nord-est i el territori fins al riu Eufrates a l'est.
Telepinus es va significar no tant per les seves conquestes a l'exterior sinó per la seva política interior, on va demostrar que volia restaurar l'ordre al regne. Va veure la necessitat de consolidar procediments legals d'acció en substitució de la violència i la força que havien prevalgut fins al moment. El document més important i on va fixar les seves idees legislatives és l'anomenada Proclamació de Telepinus on marcava les formes de successió al tron per evitar que depenguessin de la voluntat del rei. També dictava normes sobre delictes de sang dins de la família reial i sobre les traïcions dels cortesans, i va instaurar un tribunal de nobles anomenat Pankus al que tothom hi estava sotmès, inclòs el propi rei.
Mort el seu fill Ammunas, i en no tenir cap altre fill legítim mascle, quan va morir Telepinus va heretar el regne Alluwamnas, casat amb Harapšeki o Harapsilis, la seva filla i hereva, aplicant així el que havia disposat a la Proclamació.